# Boyce McDaniel

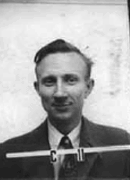
Boyce McDaniel

Boyce Dawkins McDaniel (* 11. Juni 1917 in Brevard, North Carolina; † 8. Mai 2002 in Ithaca, New York) war ein US-amerikanischer Physiker, der sich mit Teilchenbeschleunigern beschäftigte.
Boyce McDaniel studierte an der Ohio Wesleyan University (Bachelor 1938) und der Case School of Applied Science, wo er 1940 seinen Master-Abschluss in Physik machte. 1943 wurde er an der Cornell University bei Robert Bacher promoviert. Bacher holte ihn auch ans Manhattan-Projekt nach Los Alamos, wo er eine wichtige Rolle im Zyklotron-Team von Robert R. Wilson spielte. Er war auch der letzte, der an der ersten gezündeten Atombombe im Trinity-Test 1945 Kontrollen vornahm (er musste regelmäßig die Strahlung der Bombe messen und dazu wenige Stunden vor der Zündung den Testturm bei einem Gewitter besteigen). Ab 1946 war er Assistant Professor und ab 1955 Professor an der Cornell University im Labor für Kernphysik (Laboratory of Nuclear Studies, LNS). Er spielte eine führende Rolle im Bau des 300 MeV Elektronen-Synchrotrons am LNS (der weltweit ersten Maschine dieser Art) und von dessen Nachfolgern. 1967 wurde er Nachfolger von Robert R. Wilson als Direktor des Labors (Wilson wurde Fermilab-Direktor), was er bis zu seinem Ruhestand 1985 blieb. 1972 ließ er sich ein Jahr am LNS freistellen, um als Leiter der Beschleunigerabteilung am Fermilab diese über Anfangsprobleme hinweg stabil zum Laufen zu bringen. Mitte der 1970er Jahre schlug er vor, das 10-GeV-Synchrotron am LNS in einen 8-GeV-Elektron-Positron-Speicherring umzuwandeln, was im CESR (Cornell Electron Storage Ring) realisiert wurde (er operierte ab 1979), an dem insbesondere B-Mesonen untersucht wurde.
Neben dem Bau und der Entwicklung von Beschleunigern führte er auch Teilchenphysik Experimente aus (K-Meson und Lambda-Teilchen-Photoproduktion, Messung der elektromagnetischen Formfaktoren des Neutrons). Er erfand mit Robert Walker das Paar-Spektrometer für Gammastrahlen und war ein Pionier der Technik der Gammastrahlen-Photon-Tagger (1953 mit J. W. Weil).
McDaniel war Mitglied der National Academy of Sciences. Er war seit 1941 verheiratet und hatte eine Tochter und einen Sohn.